# Macrojoppa surinamensis
Macrojoppa surinamensis là một loài tò vò trong họ Ichneumonidae.